# 종근당홀딩스
종근당홀딩스(鍾根堂홀딩스, Chong Kun Dang Holdings Corp.)는 종근당 계열사의 지주회사이다. 2013년 11월 2일 (주)종근당을 지주회사와 제약사업회사로 법인 분할하였는데 존속법인은 투자사업부문인 (주)종근당홀딩스, 신설법인은
제약사업부문인 (주)종근당으로 출범하였다.

## 역사
- 1941년 5월 7일 궁본약방 창립
- 1946년 5월 7일 '종근당약방'으로 사명 변경
- 1957년 5월 7일 '종근당제약사'으로 사명 변경
- 1969년 5월 7일 '종근당'으로 사명 변경
- 2013년 11월 2일 '종근당홀딩스'로 사명 변경 (제약사업 부분 법인 분리 신설:(주)종근당)

## 계열사
- 종근당
- 종근당바이오
- 종근당건강
- 경보제약
- 종근당산업
- 벨이앤씨
- 벨에스엠
- 벨컴
- CKD창업투자
- 벨아이앤에스